# Pararge oblita
Pararge oblita är en fjärilsart som beskrevs av Harrison 1949. Pararge oblita ingår i släktet Pararge och familjen praktfjärilar. Inga underarter finns listade i Catalogue of Life.